# The Bots
The Bots est un groupe américain de rock indépendant, originaire de Los Angeles, en Californie.

## Histoire
The Bots est formé par les frères Mikaiah Lei et Anaiah Muhammad, jouant du garage punk. Rolling Stone les nomme artistes « les plus susceptibles de réussir en 2014 » lors de leur couverture des groupes se produisant au festival de musique annuel de Coachella.
The Bots avaient déjà sorti un album et trois EP avant de signer chez Fader Label en 2013. Le groupe lance son album Pink Palms en octobre 2014 via Fader.
En 2021, les Bots sortent leur deuxième album 2 Seater, avec le nouveau batteur Alex Vincent (également du groupe Stop Thought de Los Angeles). L'album est enregistré et produit à Austin, au Texas, par Adrian Quesada, du groupe Black Pumas, nommé aux Grammy Awards.

## Discographie

### Albums studio
- 2004 : Truth
- 2014 : Pink Palms[3]
- 2021 : 2 Seater

### EP
- 2010 : Black and White Lights[4]

### Singles
- 2010 : No One Knows[4]
- 2013 : Sincerely Sorry[4]